# Барнет, Хосе Агрипино
Хосе Агрипино Барнет (исп. José Agripino Barnet ; 23 июня, 1864, Барселона — 18 сентября 1945, Гавана) — кубинский политический и государственный деятель, дипломат, и. о. президента Кубы (11 декабря 1935 — 20 мая 1936), министр иностранных дел Кубы.

## Биография
Каталонского происхождения. Окончил юридический факультет Гаванского Университета. В 1887 году отправился в Париж, где оставался до провозглашения Республики Куба в 1902 году.
Барнет был назначен кубинским консулом во Франции. В 1908 году назначен консулом в Ливерпуле, Англия. Работал также консулом в Роттердаме и Гамбурге.
В 1915 году вернулся на Кубу. В 1916 был назначен послом в Германии и Швейцарии. Затем работал в Японии и Бразилии.
По возвращении на Кубу был назначен на должностьгосударственного секретаря.
11 декабря 1935 года сменил Каврлоса Мендьету на должности президента Кубы. Под давлением оппозиции провёл всеобщие выборы, которые выиграл Мигель Мариано Гомес, кандидат от «Националистического союза», «Партии республиканского действия» и «Либеральной партии».